# ماهش تالا
ماهش تالا
شهر ماهش تالا (به انگلیسی: Maheshtala) با جمعیت ۴۸۸٫۹۲۵ نفر در ایالت بنگال غربی در کشور هند واقع شده‌است.